# Смертельный номер (телесериал)
«Смертельный номер» — российский драматический телесериал 2017 года режиссёра Олега Газе. Первоначальным (рабочим) названием сериала было «Парад-алле». Сделан по заказу Первого канала.

## Сюжет
21 июня 1941 года цирк-шапито под руководством известного гипнотизёра Андрея Белова, выступающего под псевдонимом Великий Армандо, даёт первое гастрольное представление в провинциальном латвийском городке. Белов добился этих гастролей в пограничной зоне, рассчитывая нелегально вывезти свою жену-еврейку, воздушную эквилибристку Эльзу Шульман, повредившуюся рассудком после гибели несколько лет назад их маленькой дочери, в Швейцарию на лечение к знаменитому Карлу Юнгу. Вопреки запрету, Эльза выходит на арену. Во время выступления под куполом цирка она замечает среди зрителей девочку, очень похожую на свою дочь, теряет равновесие, падает и оказывается в постели с травмами и подозрением на перелом позвоночника.
На следующий день по прибытии труппы начинается война, в город входят немецкие войска и айнзатцгруппы. Эвакуация цирка невозможна, и для выживания приходится выступать перед новой публикой. Реализуя нацистскую программу уничтожения евреев, немцы и местные коллаборационисты организуют их массовые убийства и переселение оставшихся в гетто.
Белов пытается любой ценой защитить жену и её отца, спасти труппу и найти девочку — точную копию погибшей дочки. Некоторое время ему удаётся ладить с немцами и удерживать своих подчинённых, которые рвутся воевать с нацистами, однако ситуация неуклонно обостряется. Члены труппы гибнут один за другим.
Чтобы спасти жену и остаток циркового коллектива, Белов решается на смертельный номер. В конце фильма Великий Армандо задерживает преследующую их колонну нацистов, а цирковой автобус с последними актёрами и грузовик с несколькими детьми, выкраденными из гетто, мчатся в безнадёжность…

## Актёры и роли
- Александр Робак — гипнотизёр Андрей Белов, управляющий цирком
- Анастасия Городенцева — Эльза Шульман, жена Андрея Белова.
- Юлия Галкина — Вера Зарецкая, дрессировщица и любовница Белова.
- Владимир Селезнев — Айварс, руководитель местной нацистской организации.
- Владимир Стеклов — клоун Лёня по прозвищу «Сирота»
- Сергей Барковский — клоун Веня Качалов
- Александр Головин — Митя
- Юрий Ваксман — Рувим Шульман
- Маргарита Бычкова — Ада
- Дмитрий Матвеев — Фёдор Иванович
- Арсений Робак — рядовой Колосов

## Места съёмок
Первая часть съёмок проходила в 2016 году в латвийских городах Вентспилс и Кулдига, а также в средневековом замке Эдоле. Вторая часть — в подмосковном Музее-заповеднике «Горки Ленинские», где был построен целый декорационный комплекс. Сцены в настоящем цирке-шапито снимались на базе национального конного парка «Русь».